# Redoxní reakce

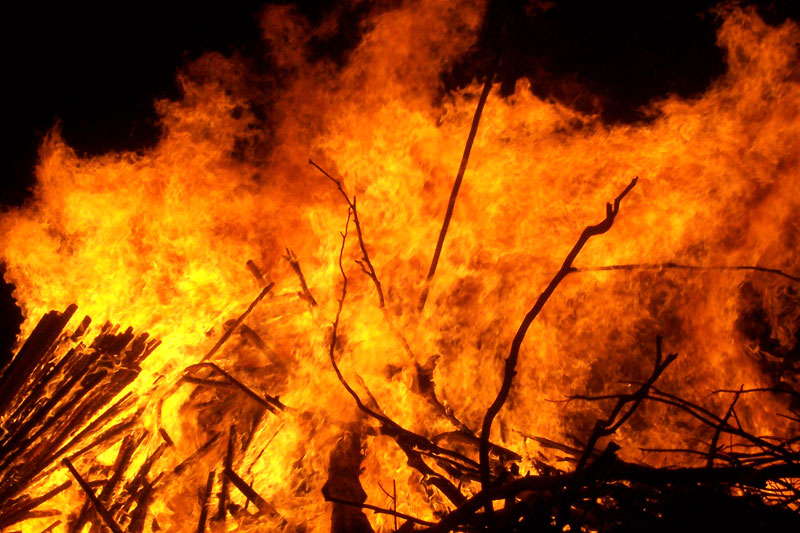
Redoxní reakcí je i hoření

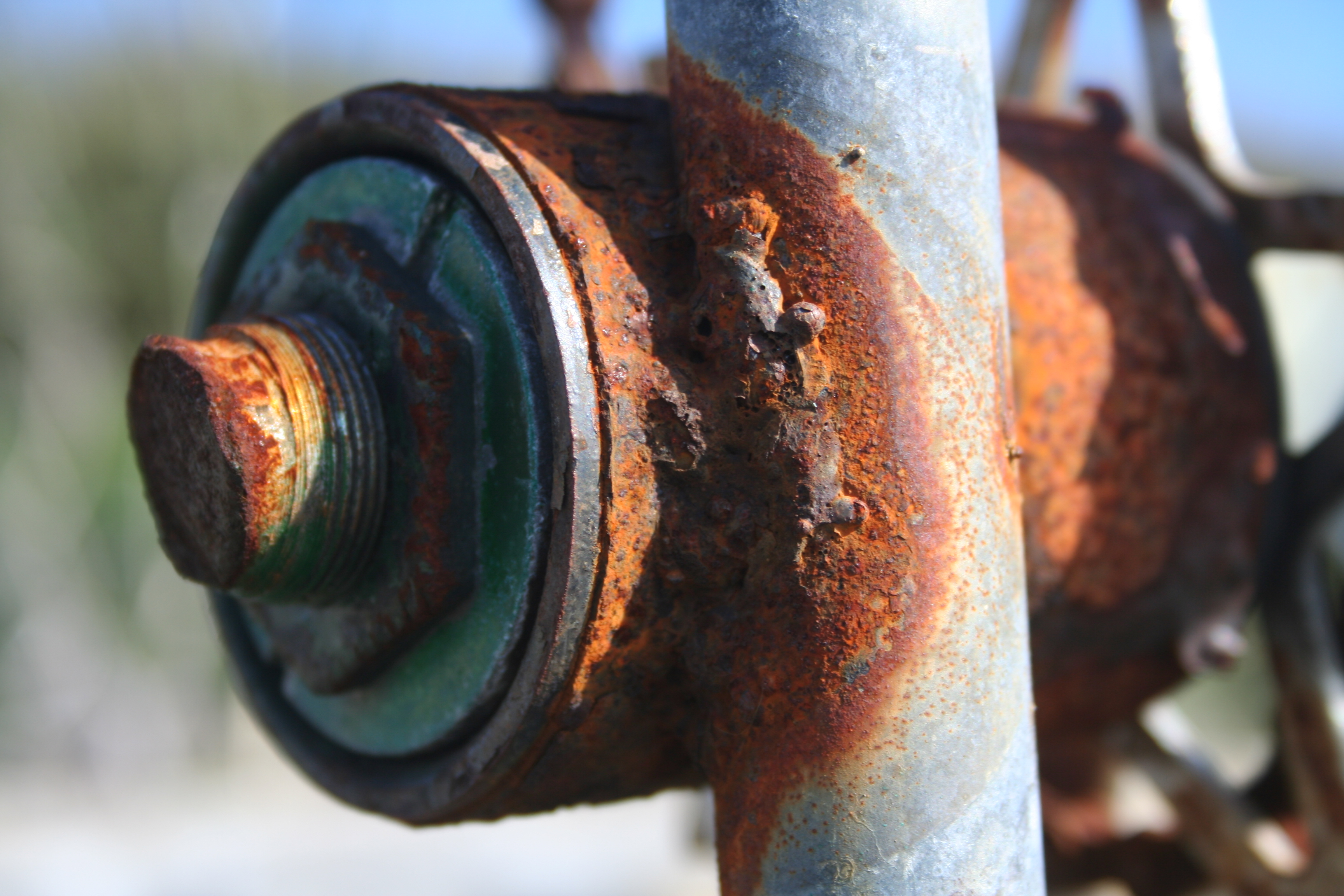
Koroze je redoxní reakce s nepříjemnými dopady pro průmysl

Redoxní reakce (také oxidačně-redukční reakce; resp. zkratka z opačného pořadí: red-ox) jsou chemické reakce, při kterých se mění oxidační čísla atomů. Každá redoxní reakce je tvořena dvěma poloreakcemi, které probíhají současně. Tyto dvě poloreakce jsou oxidace a redukce.

## Příklady redoxních reakcí
V přírodě se často setkáváme s hořením a korozí. Oba dva procesy jsou redoxními reakcemi.
Rozklad chlorečnanu draselného:
4 KClO3 → 3 KClO4 + KCl
Reakce arsenu s vodným roztokem kyseliny dusičné:
3 As + 5 HNO3 + 2 H2O → 3 H3AsO4 + 5 NO
Reakce kyseliny dusičné s mědí a reakce kyseliny chlorovodíkové s manganistanem draselným:
3 Cu + 8 HNO3 → 3 Cu(NO3)2 + 2 NO + 4 H2O
2 KMnO4 + 16 HCl → 5 Cl2 + 2 MnCl2 + 2 KCl + 8 H2O
a také se mění oxidační čísla.

## Oxidace
Je poloreakce, při níž dochází ke zvyšování oxidačního čísla prvku. Prvek při ní ztrácí elektrony.

## Redukce
Je poloreakce, při níž dochází ke snižování oxidačního čísla prvku. Prvek při ní získává elektrony.

## Vyčíslování rovnic redoxních reakcí
Rovnice redoxních reakcí se vyčíslují jiným způsobem než neredoxní rovnice. Například rovnice reakce sulfidu olovnatého s peroxidem vodíku:
PbS + 4 H2O2 → PbSO4 + 4 H2O
Nejprve musíme v rovnici najít jednotlivé poloreakce:
- S−II → S+VI
- (O2)−II → 2 O−II

Poté zapíšeme rozdíly oxidačních čísel před a po reakci:
- u síry rozdíl činí 8
- u kyslíku rozdíl činí 2

Nakonec obě čísla zkrátíme a výsledek přiřadíme druhému reaktantu. Takže v našem případě se dvojka zkrátí na jedničku a osmička na čtyřku. Poté se obě čísla prohodí. U kyslíku bude 4 a u síry 1. Nakonec stačí tato čísla zapsat na obě strany rovnice ke sloučeninám kyslíku a síry.
1 PbS + 4 H2O2 → 1 PbSO4 + 4 H2O 
Rozhodně platí zákon zachování hmoty, tedy zachování počtů atomů v čase: Ty jsou shodné před i po reakci, tedy na obou stranách chemické rovnice. U redoxních rovnic se navíc sledují i náboje, tedy že v nich stále platí i zákon zachování elektrického náboje.